# Witzenhausen
Witzenhausen (pronunciación en alemán: /vɪt͡sn̩ˈhaʊ̯zn̩/ⓘ) es un municipio situado en el distrito de Werra-Meißner, en el estado federado de Hesse (Alemania). Su población estimada a finales de 2016 era de 15 092 habitantes.
Se encuentra ubicado al noreste del estado, cerca de las fronteras con los estados de Baja Sajonia y Turingia, y de la orilla del río Werra, uno de los cabeceras del río Weser.